# Las manzanas del viernes
Las manzanas del viernes es una obra de teatro de Antonio Gala, estrenada en 1999.

## Argumento
Orosia Valdés es una mujer triunfadora en su madurez: bella, inteligente, rica y bien considerada socialmente. Sin embargo, los pilares sobre los que se asienta su existencia parecen removerse cuando se enamora de  Mauricio Villamil, un joven truhan, pícaro y cocainómano, hijo de su amiga de infancia, sólo interesado en divertirse y vivir la vida.

## Estreno
- Lugar y fecha: teatro Ayala, Bilbao, el 15 de octubre de 1999.
- Dirección: Francisco Marsó.
- Intérpretes: Concha Velasco (Orosia), Encarna Paso, Josep Linuesa (Mauricio), Cristina Castaño, Antonio Rosa, Mari Paz Ballesteros.